# لويجي كومنشيني
لويجي كومنشيني (بالإيطالية: Luigi Comencini)‏ هو مخرج إيطالي ولد في يوم 8 يونيو 1916 في بلدة سالو. عرف بكونه أحد أساتذة الكوميديا الإيطالية برفقة دينو ريسي وإيتوري سكولا وماريو مونيتشيلي. هو والد كل من كريستينا كمنشيني وفرانشيسكا كومينسيني. توفي في يوم 6 أبريل 2007.